# Мельников, Валерий Владимирович
Валерий Владимирович Мельников (1956—2008) — российский профсоюзный лидер и политический деятель, мэр Норильска (2003—2007), депутат Государственной Думы пятого созыва.

## Биография
Валерий Мельников родился в 1956 году в Норильске, в 1975 году окончил Норильский индустриальный институт и получил специальность техника-электрика. В 2000 году получил второе высшее образование, закончив Московский финансово-экономический институт (ныне Финансовый университет при Правительстве Российской Федерации) и получив специальность экономиста.
Работал на руднике Комсомольский электрослесарем и горным мастером, в 1989 году избран председателем совета трудового коллектива. Участвовал в организации шахтёрских забастовок конца 1980-х — начала 1990-х. В 1991 году принял участие в создании нового профсоюза — Федерации профсоюзов горняков, обогатителей и металлургов (впоследствии — Федерации профсоюзов ОАО ГМК «Норильский никель»), стал заместителем её председателя, а в 1997 году — председателем. В феврале 2003 года организовал акцию протеста против действий руководства комбината.
Три раза избирался в Норильский городской совет, а в декабре 2001 года — в Законодательное собрание Красноярского края. В 2003 году, когда действовавший мэр Норильска Олег Бударгин был избран губернатором Таймырского (Долгано-Ненецкого) автономного округа и были назначены досрочные выборы, зарегистрировался кандидатом и набрал в первом туре 46 процентов голосов, однако перед вторым туром был лишён регистрации по суду. Второй тур выборов не состоялся из-за отказа всех кандидатов участвовать в нём, а на назначенных на октябрь повторных выборах победил в первом туре, набрав 52 процента голосов.

### Депутат госдумы
В 2007 году на выборах в Государственную Думу пятого созыва был включён в списки партии «Единая Россия» по группе «Красноярский край» и по итогам выборов получил депутатский мандат, после чего оставил пост мэра.
Умер в сентябре 2008 года в Москве.